# Panovník

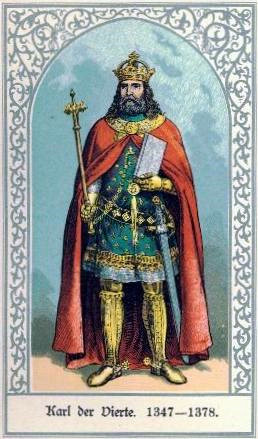
Římský císař Karel IV. (též český král a moravský markrabě jako Karel I.)

Panovník (též monarcha) je osoba zpravidla šlechtického původu vykonávající funkci hlavy státu. Kompetence panovníka se pohybují od symbolických, kdy má jen reprezentativní úlohu (v konstituční monarchii), po absolutní moc (v absolutní monarchii).

## Panovnické tituly
seřazeno podle hodnostního významu:[zdroj?]
- císařské hodnostní tituly
  - císař
  - car
  - sultán
  - kagan
  - Chalífa
  - šáh
  - anax
  - basiliás
  - pádišáh
  - negus (v Etiopii)
- královské hodnostní tituly
  - král
  - car (v Bulharsku)
  - maharádža
- chán
- velkovévoda, někdy nazývaný též velkoknížetem
- arcivévoda
- vévoda
- markrabě
- knížecí hodnostní tituly
  - kníže
  - rádža
  - emír
  - šejk

## Historie
Ve středověku byl panovník nejmocnějším feudálem, který byl teoretickým vlastníkem veškeré půdy. Panovník měl svým dohledem vydávání zákonů, jmenování úřednictva, shromažďování poplatků, výnosy z těžby, byl také hlavou armády a nejvyšším soudcem.[zdroj⁠?!]
V současné Evropě jsou všechny monarchie s moderním demokratickým systémem (s výjimkou Vatikánu, který lze považovat za volenou absolutní monarchii, rozsáhlými pravomocemi disponuje ještě lichtenštejnský kníže) a úloha panovníka včetně jeho práv a povinností je v různé míře upravena ústavou a vzájemně se liší.[zdroj⁠?!]